# Satz von Hales-Jewett

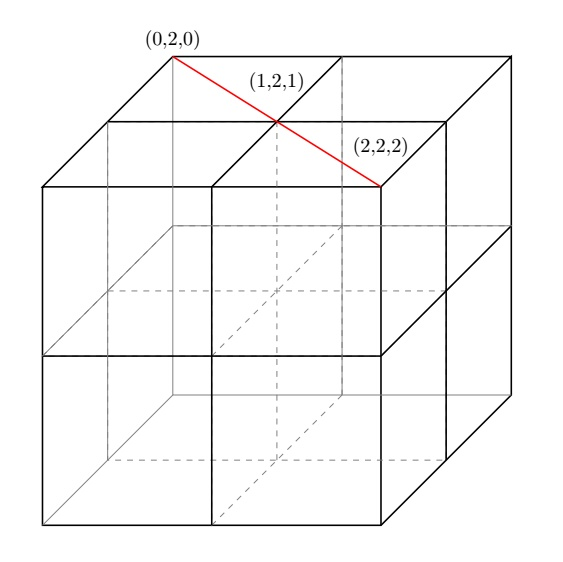
Kombinatorische Linie im Würfel

Der Satz von Hales-Jewett ist ein mathematischer Satz aus der Ramseytheorie. Im Kern behandelt der Satz die Frage, ob hoch-dimensionale Objekte zwingend eine kombinatorische Struktur besitzen.
Er ist nach den amerikanischen Mathematikern Alfred W. Hales und Robert I. Jewett benannt.

## Satz von Hales-Jewett

### Vorbereitung
Mit {\displaystyle C_{t}^{n}=\{(x_{1},\dots ,x_{n}):x_{i}\in [t]\}} bezeichnet man einen {\displaystyle n}-dimensionalen Würfel über {\displaystyle t} Elementen. Als Linie in {\displaystyle C_{t}^{n}} wird eine passend geordnete Menge von Punkten {\displaystyle \mathbf {x} _{1},\dots \mathbf {x} _{t},\mathbf {x} _{i}=(x_{i1},\dots x_{in})} bezeichnet, so dass in jeder Koordinate {\displaystyle 1\leq j\leq n} entweder
{\displaystyle x_{1j}=x_{2j}=\cdots =x_{tj}}
oder
{\displaystyle x_{sj}=s} für {\displaystyle 1\leq s<t+1}
wobei letzteres mindestens einmal vorkommt, sonst wäre es nur ein Punkt. Beispielsweise ist {\displaystyle \{1211,1222,1233,1244\}} eine Linie.
Als {\displaystyle t}-Färbung einer Menge {\displaystyle T} bezeichnet man die Abbildung {\displaystyle \chi :T\to [t]} und für {\displaystyle s\in T} bezeichnet man {\displaystyle \chi (s)} als Farbe. Man nennt {\displaystyle M\subseteq T} monochromatisch falls {\displaystyle \chi } konstant auf {\displaystyle M} ist.

### Aussage
Für alle {\displaystyle r,t} existiert ein {\displaystyle HJ(r,t)}, so dass für {\displaystyle n\geq HJ} folgendes gilt:
Falls die Knoten {\displaystyle C_{t}^{n}} {\displaystyle r}-gefärbt sind, dann existiert eine monochromatische Linie.

## Einzelnachweis
1. ↑  Ronald L. Graham, Bruce L. Rothschild, Joel H. Spencer: Ramsey Theory. 2. Auflage. Wiley-Interscience, 1991, ISBN 978-0-471-50046-9, S. 36 (englisch).